# Aérodrome de Mende - Brenoux
L'aérodrome de Mende - Brenoux est le principal aérodrome du département de la Lozère. Il est ouvert à la circulation aérienne publique (CAP).

## Histoire
Le conseil communautaire de la communauté de communes Cœur de Lozère réuni le 21 avril 2016 a accepté le transfert de propriété de la plateforme aéroportuaire et - en lien avec la DGAC  - se prononce en faveur de la reprise de la compétence aéronautique pour l'aérodrome de Mende-Brenoux à compter du 23 juillet 2016 initialement géré par la Chambre de commerce et d'industrie de la Lozère qui en était le créateur et gestionnaire. De plus, le Département s'engage également financièrement sur la compétence sécurité civile et sanitaire.
En 2015, l'aéroport a accueilli près de 3 000 vols dédiés au tourisme, à l'économie et à la sécurité civile.

## Géographie
A cinq minutes du centre-ville de Mende, chef-lieu du département de la Lozère, l'aérodrome est situé sur le causse de Mende, sur le mont Mimat, montagne qui sépare la vallée du Lot du Valdonnez. Il porte donc le nom des deux communes propriétaires, Mende et Brenoux.
La situation de cet aérodrome constitue une exception, dans la mesure où il est un des seuls du département, avec ceux de Florac et Langogne, ce qui lui confère un rôle majeur en cas de séisme, d'écrasement d'aéronef ou d'événement très important. La Lozère dispose d'un centre hospitalier général. Or, pour emmener un blessé de la route, qu'il se trouve au nord ou au sud du département, jusqu'au centre hospitalier général de Mende, il faut compter une heure et demie de trajet. L'aéroport dispose, en saison estivale (juillet et août), d'un hélicoptère de la sécurité civile, qui permet par exemple d'aller chercher rapidement les personnes faisant une chute dans les gorges du Tarn, les parturientes faisant un malaise, ou les victimes d'un AVC, que ce soit dans le Cantal, l'Aveyron, l'Ardèche, la Haute-Loire, le Gard ou la Lozère.

## Infrastructures

### Caractéristiques
- Altitude du terrain : 1 025 mètres
- Nombre de pistes : 2
- Longueur de la piste revêtue : 1 285 m
- Longueur de la bande ULM non revêtue : 400 m
- Caractéristiques : piste revêtue, balisage BI, procédure RNAV/GNSS, AFIS, carburants sur AD
- Trois hangars abritent les aéronefs basés et en transit

Aéro-clubs
- Aéro-club de la Lozère
- Association vélivole des Causses
- Ulm Lozère, école de pilotage autogire et ulm 3 axes (type avion)

## Utilisations

### Lignes aériennes
La compagnie aérienne Hex'air (rachetée en septembre 2016 par Twin Jet) effectuait la liaison régulière Mende / Le-Puy-en-Velay / Paris-Orly dans le cadre de la délégation de service public. 
Dorénavant et depuis 2016, c'est en bus que Twin Jet effectue sa liaison entre l'aéroport de Mende vers l'aéroport du Puy-en-Velay (1h30 de bus), puis en Beechcraft 1900D pour regagner Paris-Orly Aérogare 1 (1h10 de vol).
En 1976/1977, la compagnie Air Littoral effectuait la liaison régulière vers Clermont-Ferrand (2 A/R par jour tous les jours sauf le week-end en 50 minutes) et Montpellier (1 A/R par jour tous les jours en 45 minutes).
Au début des années 70, c'était la compagnie Air Centre qui effectuait les liaisons avec Clermont-Ferrand via Le Puy-en-Velay.

### Cinéma
En juin et juillet 1965, l'aérodrome a été le théâtre du tournage de la scène finale du film La Grande Vadrouille.

### Cyclisme

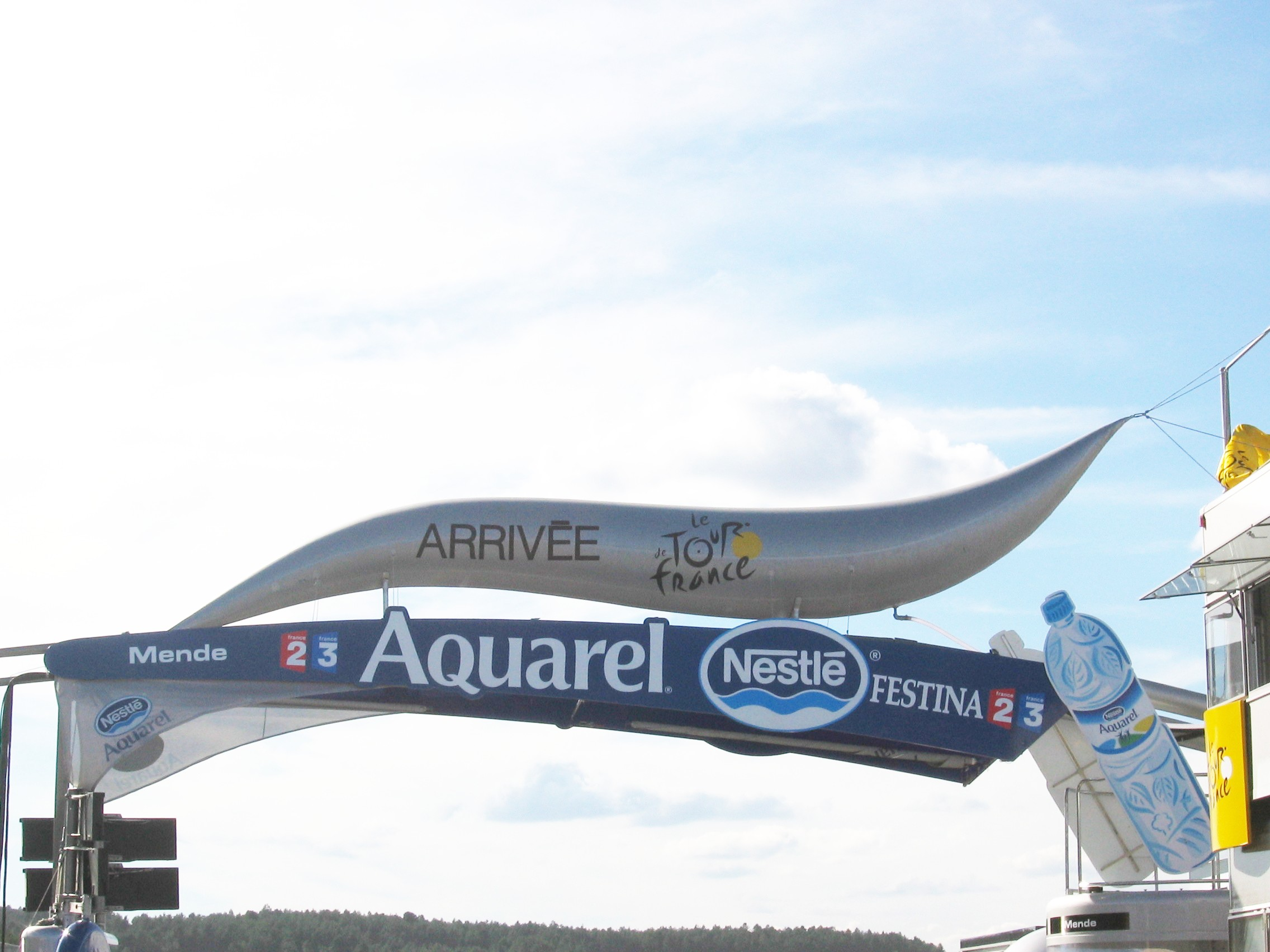
Le bandeau à l'arrivée sur l'aérodrome en 2005

Pour la première fois en 1995, puis 2005, 2010, 2015, 2018, et 2022, Mende était une ville étape du Tour de France cycliste et les arrivées ont été jugées sur la piste de l'aérodrome en phase avec la Côte de la Croix Neuve également appelée montée du Causse ou montée Laurent Jalabert.
| \| 20 km1:2 341 000 \| Albi · Le Sequestre Montauban Millau · Larzac Cassagnes · Bégonhès Villefranche-de-Rouergue Mende · Brenoux Nogaro Condom · Valence-sur-Baïse Cahors · Lalbenque Figeac · Livernon Lasbordes Muret-Lherm · Saint-Gaudens · Montréjeau Bagnères · de-Luchon Pamiers · Les Pujols Saint-Girons · Antichan Castelnaudary · Villeneuve Lézignan · Corbières Alès · Cévennes Toulouse · Blagnac Francazal · Auch · Gers Castres · Mazamet Rodez · Aveyron Tarbes · Lourdes · Pyrénées Brive · Souillac Carcassonne · Salvaza Montpellier · Méditerranée Béziers · Cap d'Agde Nîmes · Garons Perpignan · Rivesaltes |
| 20 km1:2 341 000 |